# Supercoppa tedesca 2018 (pallavolo femminile)
La Supercoppa tedesca 2018 si è svolta il 28 ottobre 2018: al torneo hanno partecipato due squadre di club tedesche e la vittoria finale è andata per la seconda volta consecutiva allo Schweriner.

## Regolamento
Le squadre hanno disputato una gara unica.

## Squadre partecipanti
| Squadra    | Qualificazione                       | Ultima partecipazione   |
| ---------- | ------------------------------------ | ----------------------- |
| Schweriner | Vincitrice 1.Bundesliga 2017-18      | Supercoppa tedesca 2017 |
| Dresdner   | Vincitrice Coppa di Germania 2017-18 | Supercoppa tedesca 2016 |

## Torneo
| 28 ottobre 2018 TUI Arena, Hannover Durata: 1h:52 - Spettatori: 5 175 | Schweriner | 3 - 1 | Dresdner | 25-17, 25-23, 24-26, 25-18 |